# Тарандт
Тарандт (нем. Tharandt) — город в Германии, в земле Саксония. Подчинён земельной дирекции Дрезден. Входит в состав района Вайсериц. Подчиняется управлению Тарандт.  Население составляет 5434 человека (на 31 декабря 2010 года). Занимает площадь 71,22 км². Официальный код района 14 2 90 440.
Город подразделяется на 7 городских районов.
Одной из его достопримечательностей является факультет лесоводства (один из старейших в мире, основан королём Фридрихом Августом I).

## Фотографии

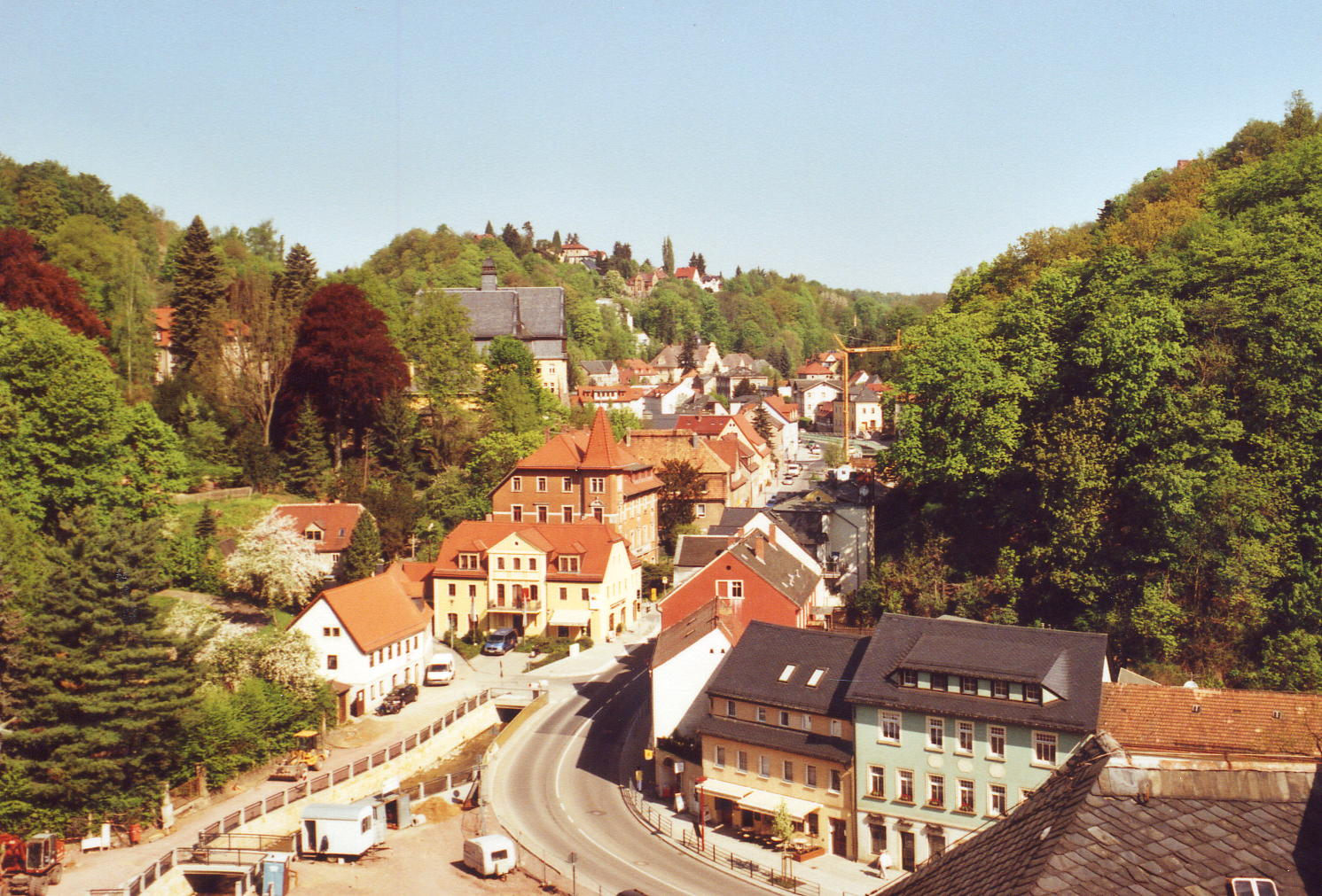
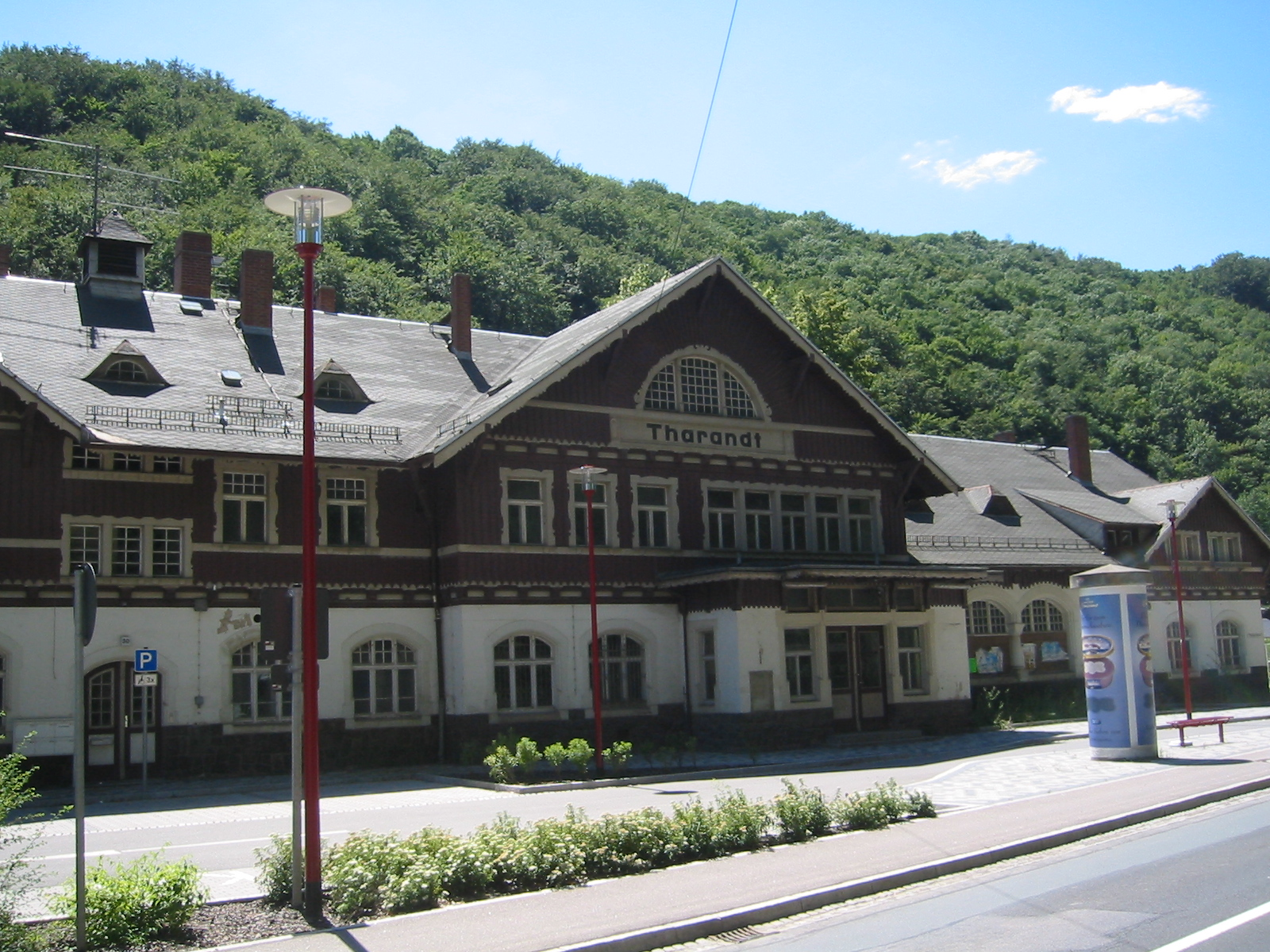
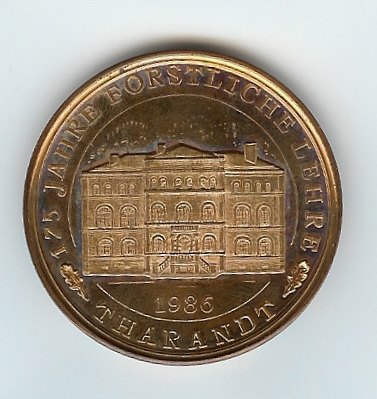
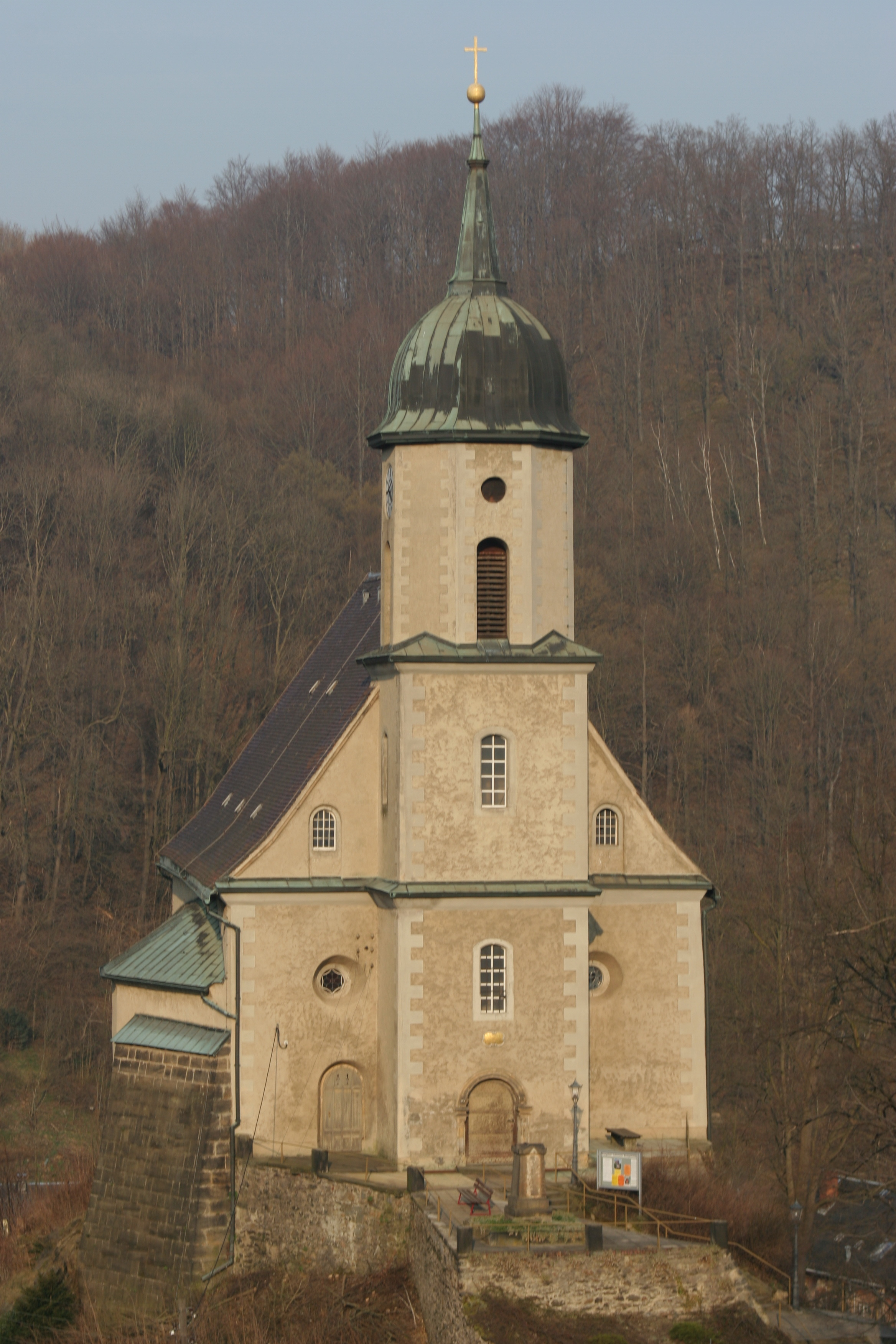
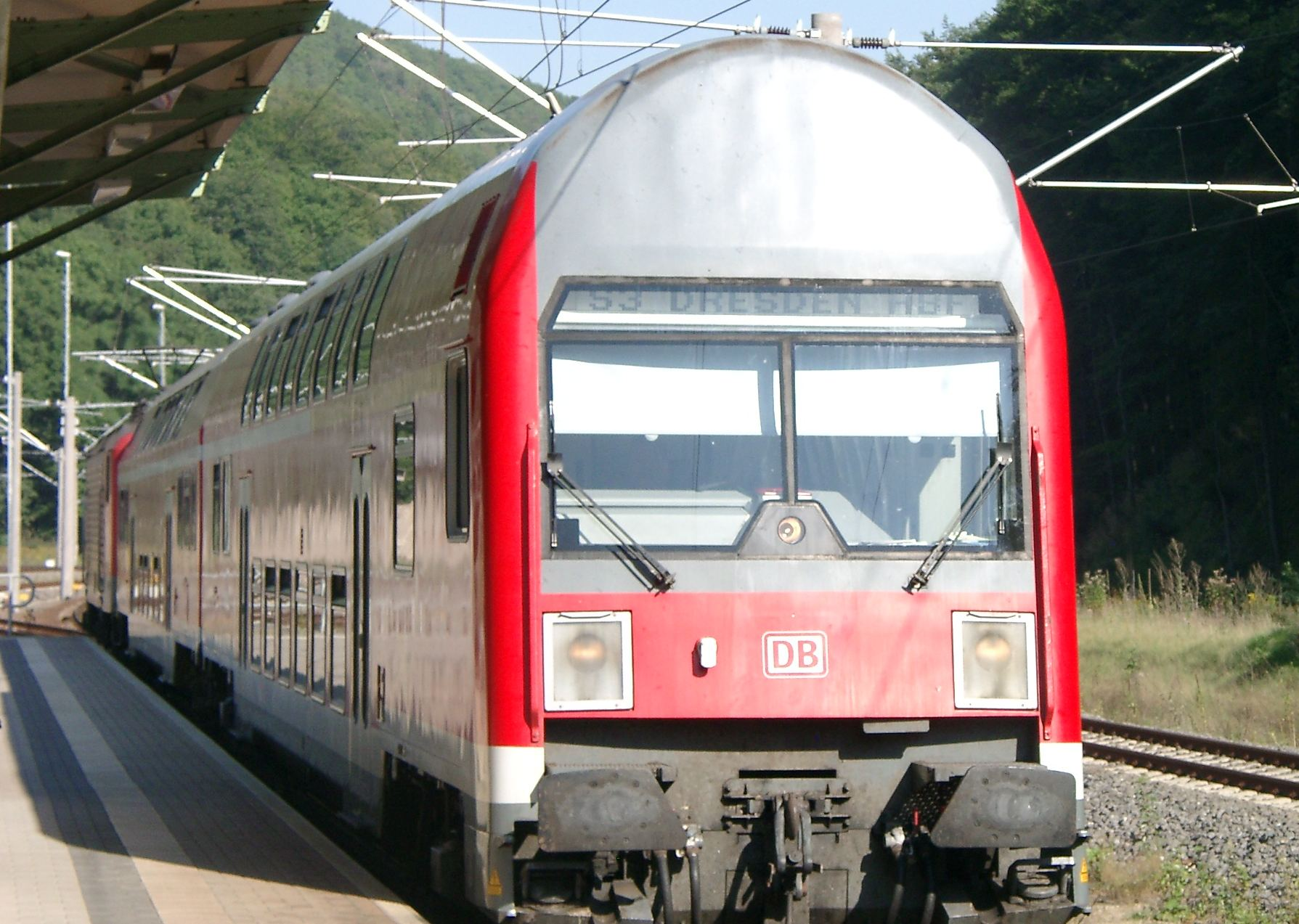

### Праздник «Майлер»
Старинный народный праздник углежогов в Тарандтском Лесу. Кульминация праздника — зажигание «майлера» — дров, искусно сложенных особым способом в большую высокую пирамиду, при постепенном сгорании которой остаётся древесный уголь. Промысел выжигания древесного угля зафиксированный в этом месте хрониками с 1358 года, прежде был распространён повсюду в Рудных горах. В 1846 году распоряжением Королевской саксонской академии лесного и сельского хозяйства была основана специальная выжиговая мастерская для обучения этому промыслу студентов, которым читали лекции о технических особенностям «майлера» прямо у объекта.